# Fosfogartrellite
La fosfogartrellite è un minerale.

## Etimologia
Il nome deriva dalla composizione chimica: phospho-, per il contenuto prevalente, e gartrellite.